# Ibrahim perzsa sah
Ibrahim (Horászán, 1717 – Meshed, 1749 második fele) Perzsia sahja 1748–49-ben.
Mohammad Ali néven született Ibrahim kán második fiaként a négy közül. Édesapja Nádir perzsa sah fivére volt. Az Ibrahim nevet édesapja 1739-es halála után vette fel. Az 1740-es években Azerbajdzsán katonai parancsnoka volt, e minőségében sikeres hadjáratot vezetett a trónigénnyel fellépő Szafavida Szam mirza ellen. Nádir sah halála után Ibrahim fivére, Ádil került trónra, aki Iszfahánba rendelte testvérét a város és a környező területek kormányzójaként. 1748-ban unokatestvérével, Amir Aszlán kánnal fellázadt Ádil sah ellen: trónfosztotta és megvakította saját fivérét, majd Amir Aszlán ellen fordult és őt is legyőzte. 1748. december 8-án sahhá koronázták. Uralkodása nem volt hosszú: néhány hónappal trónra lépése után, 1749. június–júliusban hadseregével Nádir sah unokája, Sáhruh ellen vonult, de csapatai cserben hagyták. Ibrahim Komba menekült, az itteni kormányzó azonban kiadta őt. A trónfosztott sah a meshedi börtönbe vezető út során vesztette életét. Utóda Sáhruh lett.

## Fordítás
- Ez a szócikk részben vagy egészben  az   Ebrahim Afshar című angol Wikipédia-szócikk fordításán alapul.  Az eredeti cikk szerkesztőit annak laptörténete sorolja fel. Ez a jelzés csupán a megfogalmazás eredetét és a szerzői jogokat jelzi, nem szolgál a cikkben szereplő információk forrásmegjelöléseként.

| Előző uralkodó: Ádil | Perzsia (Irán) sahja 1748–1749 | Következő uralkodó: Sáhruh |